# وادي الرقب
وادي الرقب أحد أودية منطقة القصيم وسط المملكة العربية السعودية. يُعد الوادي أحد الروافد المهمة لوادي الرمة.

## الوصف
يسيل وادي الرقب من حدود حَّرة بني رشيد من جبال الشقيماء (ارتفاعها 1.162م) ويتجه شرقًا٬ حتى تضطره جبال الغبية إلى الاتجاه نحو الشمال الشرقي فيدخل جبال العلم (ارتفاعها 1.285م)٬ ويمر بقرية الرقب عند خروجه من جبال العلم٬ ويستمر في اتجاهه نحو الشمال الشرقي في مجرى عريض حتى يلتقي بوادي الرمة عند قرية الثمامية.